# Perusia aurantiacaria
Perusia aurantiacaria là một loài bướm đêm trong họ Geometridae.